# Július 5.
Július 5. az év 186. (szökőévben 187.) napja a Gergely-naptár szerint. Az évből még 179 nap van hátra.
Névnapok: Emese, Sarolta + Antal, Anton, Antos, Cipora, Cippóra, Cipriána, Ciprienn, Cirilla, Lotti, Metód, Sarolt, Toni, Viliam, Vilmos, Zoé, Zója

## Események
- 767 – II. Konstantin ellenpápa megválasztása.
- 1044 – Lezajlik a ménfői csata, melyet Aba Sámuel magyar király elveszít a trónkövetelő Orseolo Péterrel és szövetségesével, III. Henrik német-római császárral szemben.
- 1386 – Pensauriói János kerül a zenggi püspöki székbe.
- 1687 – Isaac Newton Philosophiae Naturalis Principia Mathematica (A természetfilozófia matematikai alapjai) című műve megjelenik.
- 1792 – II. Ferencet (I. Ferenc néven magyar királyt) megválasztják a Német-római Birodalom császárának. Ez az utolsó császárválasztás a Birodalomban.
- 1830 – Rövid ostrom után a francia csapatok elfoglalják Algírt, megkezdődik Algéria gyarmatosítása.
- 1848 – Pesten kezdetét veszi az első magyar népképviseleti országgyűlés
- 1865 – Londonban megalakítják az Üdvhadsereget (Salvation Army).
- 1914 – II. Vilmos német császár hűségnyilatkozatot küld I. Ferenc Józsefnek,  bátorítva a Monarchiát, hogy hadat üzenjen Szerbiának, amivel kitört az I. világháború.
- 1977 – Mohamed Zia ul-Hak tábornok államcsínye Pakisztánban.
- 2002 – Algéria fővárosának közelében 29 ember meghal, 37 pedig megsebesül, amikor pokolgép robban Larbaa piacán.

## Sportesemények
Formula–1
- 1953 –  francia nagydíj, Reims – Győztes: Mike Hawthorn (Ferrari)
- 1959 –  francia nagydíj, Reims – Győztes: Tony Brooks  (Ferrari)
- 1970 –  francia nagydíj, Clermont-Ferrand – Győztes: Jochen Rindt  (Lotus Ford)
- 1981 –  francia nagydíj, Dijon-Prenois – Győztes: Alain Prost (Renault Turbo)
- 1987 –  francia nagydíj, Paul Ricard – Győztes: Nigel Mansell  (Williams Honda Turbo)
- 1992 –  francia nagydíj, Magny-Cours – Győztes: Nigel Mansell (Williams Renault)
- 2015 –  brit nagydíj, Silverstone Circuit – Győztes: Lewis Hamilton  (Mercedes)

## Születések
- 1057 – Muhammad ibn Muhammad al-Gazáli, arab nyelvű perzsiai muszlim teologus és filozófus († 1111)
- 1321 – Angliai Johanna Skócia királyné, II. Dávid király felesége († 1362)
- 1717 – III. Péter portugál király († 1786)
- 1764 – Lavotta János magyar zeneszerző, hegedűművész († 1820)
- 1802 – Pavel Sztyepanovics Nahimov orosz tengernagy, a krími háború legendás parancsnoka, Szevasztopol hős védelmezője († 1855)
- 1810 – Phineas Barnum, amerikai üzletember, cirkuszi műsorvezető és politikus († 1891)
- 1820 – William John Macquorn Rankine skót mérnök és fizikus  († 1872)
- 1837 – Zichy Jenő magyar politikus, Ázsia-kutató, akadémikus, 1881–1906 között az Iparegyesület elnöke († 1906)
- 1850 – Kvassay Jenő vízépítő mérnök, a magyar vízügyi szolgálat megalapítója († 1919)
- 1853 – Cecil Rhodes, angol politikus és közgazdász († 1902)
- 1853 – Csontváry Kosztka Tivadar magyar festőművész († 1919)
- 1857 – Clara Zetkin német szocialista politikus és nőjogi aktivista († 1933)
- 1872 – Édouard Herriot francia politikus († 1957).
- 1879 – Wanda Landowska lengyel csembaló- és zongoraművész, zenepedagógus († 1959)
- 1879 – Dwight Davis amerikai politikus, a Davis-kupa megalapítója († 1945)
- 1886 – Hankó Béla magyar zoológus († 1959)
- 1889 – Jean Cocteau francia költő, drámaíró, filmrendező († 1963)
- 1891 – John Howard Northrop Nobel-díjas amerikai kémikus († 1987)
- 1897 – Farkas István magyar nyomdász, kommunista politikus, nemzetgyűlési képviselő († 1983)
- 1911 – Georges Pompidou francia politikus, köztársasági elnök († 1974)
- 1914 – Fischer Annie magyar zongoraművész († 1995)
- 1916 – Rév Lívia magyar zongoraművész, a Francia Becsületrend lovagja  († 2018)
- 1923 – Klaniczay Tibor Kossuth-díjas irodalomtörténész, az MTA tagja († 1992)
- 1925 – Ábel Jakab magyar kenus († 1946)
- 1926 – Diana Lynn, amerikai színésznő († 1971).
- 1928 – Pierre Mauroy, francia politikus († 2013).
- 1929 – Zám Tibor író, tanár, szociográfus († 1984)
- 1932 – Horn Gyula magyar közgazdász, politikus, külügyminiszter, miniszterelnök († 2013)
- 1934 – Perlaki István Jászai Mari-díjas magyar színész
- 1935 – Czifferszky Béla magyar karikaturista, grafikus, tervezőszerkesztő, újságíró
- 1938 – Simor András magyar író, műfordító, főszerkesztő, tanár
- 1940 – Tolnai Ottó Kossuth-díjas magyar író, költő, műfordító († 2025)
- 1941 – Barbara Frischmuth osztrák írónő, műfordító
- 1943 – Robbie Robertson, kanadai zenész, dalszerző, producer és színész († 2023).
- 1946 – Gerardus ’t Hooft Nobel-díjas holland fizikus
- 1948 – Lojze Peterle szlovén politikus, kormányfő
- 1950 – Huey Lewis amerikai zenész, zeneszerző és színész
- 1957 – Egyed Emese erdélyi költő, irodalomtörténész, egyetemi tanár, Egyed Ákos akadémikus, történész lánya, Egyed Péter költő testvére
- 1959 – Veronica Guerin, ír újságíró († 1996)
- 1959 – T. Katona Ágnes magyar színésznő, szerkesztő, riporter, műsorvezető, gyártásvezető
- 1963 – Edie Falco amerikai színésznő
- 1966 – Gianfranco Zola, olasz labdarúgó
- 1968 – Susan Wojcicki, amerikai üzletasszony, a YouTube vezérigazgatója (2014–2023) († 2024).
- 1969 – RZA amerikai rapper, zenei producer és színész
- 1972 – Kóka János magyar orvos, üzletember, politikus, gazdasági miniszter
- 1973 – Róisín Murphy, ír énekesnő, dalszerző
- 1975 – Andrej Tyisszin az orosz kajak-kenu válogatott kapitánya († 2008)
- 1975 – Hernán Crespo, argentin labdarúgó
- 1976 – Jamie Elman amerikai színész
- 1976 – Nuno Gomes portugál labdarúgó
- 1977 – Nicolas Kiefer német tenisz- és labdarúgóedző
- 1979 – Amélie Mauresmo francia teniszezőnő
- 1979 – Shane Filan, ír énekes, zenész
- 1981 – Ryan Hansen amerikai színész
- 1982 – Perényi Szabolcs Mihály erdélyi magyar labdarúgó
- 1982 – Alberto Gilardino olasz labdarúgó
- 1982 – Philippe Gilbert, belga kerékpáros
- 1982 – Tuba Büyüküstün, török színésznő
- 1983 – Jonás Gutiérrez, argentin labdarúgó
- 1985 – Nick O'Malley, brit zenész, az Arctic Monkeys basszusgitárosa
- 1988 – Ish Smith amerikai kosárlabdázó
- 1991 – Jason Dolley, amerikai színész
- 1992 – Alberto Moreno, spanyol labdarúgó
- 1995 – Marko Purišić (Baby Lasagna), horvát énekes, dalszerző, zenei producer
- 2005 – Sombr amerikai énekes-dalszerő

## Halálozások
- 1522 – Antonio de Nebrija középkori spanyol (andalúz) humanista és nyelvész (* 1441)
- 1746 – Ambrózy György evangélikus prédikátor, szuperintendens (* 1698)
- 1894 – Sir Austen Henry Layard brit köztisztviselő, diplomata, műkedvelő régész, az ókori Asszíria feltárója (* 1817)
- 1908 – Than Károly kémikus, egyetemi tanár, a magyar vegyészeti tudomány meghatározó alakja (* 1834)
- 1927 – Albrecht Kossel Nobel-díjas német biokémikus, a genetika úttörője (* 1853)
- 1931 – Geisler Eta illegális kommunista agitátor (* 1913)
- 1940 – Preisz Hugó orvos, állatorvos, bakteriológus, az MTA tagja (* 1860)
- 1950 – Cholnoky Jenő földrajztudós, író, tanár (* 1870)
- 1950 – Salvatore Giuliano szicíliai bandita és szeparatista vezér (* 1922)
- 1954 – Bob Scott amerikai autóversenyző (* 1928)
- 1966 – Hevesy György magyar származású Nobel-díjas kémikus (* 1885)
- 1969 – Walter Gropius német mérnök, építész, a Bauhaus iskola alapítója (* 1883)
- 1969 – Gertler Viktor Kossuth-díjas magyar filmrendező, főiskolai tanár (* 1901)
- 1981 – Borsos József építőmérnök, egyetemi tanár, a műszaki tudományok doktora (* 1901)
- 1984 – Küllői-Rhorer László magyar sebész főorvos (* 1911)
- 1986 – Albert Scherrer svájci autóversenyző (* 1908)
- 1995 – Jüri Järvet észt színész (* 1919)
- 2000 – Dorino Serafini olasz autóversenyző (* 1909)
- 2004 – Rodger Ward amerikai autóversenyző (* 1921)
- 2010 – Szobi Balázs magyar autóversenyző (* 1973)
- 2021 – Richard Donner amerikai filmrendező, filmproducer. (Superman, Halálos fegyver) (* 1930)
- 2021 – Karmos György, a magyar űrélettani kutatás egyik úttörője (* 1935)

## Nemzeti ünnepek, évfordulók, események
- Venezuela: a függetlenség napja
- Szlovákia: Szent Cirill és Metód napja, állami ünnep